# Цветок на снегу
«Цветок на снегу» (груз. ყვავილი თოვლზე, Kvavili tovlze) — советский комедийный музыкальный фильм, снятый в 1959 году на киностудии «Грузия-фильм».

## Сюжет
Кахабер Кахаберидзе выучился на ветеринара и уже собирался уехать работать в деревню, но влюбился в эстрадную певицу Нелли Джандиери. В результате он стал администратором вокального квинтета, в который входят Нелли и её сёстры.
Любовь не давала бедняге увидеть, что и Нелли, и её сёстры над ним откровенно смеются, и он продолжал трудиться во имя их славы. Неизвестно, сколько бы это ещё продолжалось, не повстречай Кахабер молодую ткачиху и спортсменку-лыжницу Цицино. Только это знакомство помогло Кахаберу понять, что и Нелли его не любит, да и его чувство к ней уже остыло.
Кахабер возвращается к работе ветеринара, Цицино проигрывает соревнования, но дороже любого приза алый цветок, сорванный Кахабером высоко в горах и приносящий счастье.

## В ролях
- Лео Антадзе — Кахабер Кахаберидзе
- Джульетта Вашакмадзе — Цицино
- Наташа Кобахидзе — Нелли Джандиери
- Георгий Габелашвили
- Котэ Даушвили
- Бухути Закариадзе
- Ираклий Нижарадзе
- Александр Омиадзе
- Меги Цулукидзе
- Резо Хобуа